# Télé-Pirate

Télé-Pirate est une émission de télévision québécoise jeunesse en 540 épisodes de 28 minutes diffusée à partir du 2 septembre 1991 à 1996 sur le Canal Famille puis rediffusée jusqu'à l'été 1999 et encore à l'été 2000,.

## Synopsis
L'émission avait pour concept d’apprendre tout en s'amusant. Elle mettait en scène de nombreux personnages décalés et amusants tels que Super Poche, Super Pourri, Bateman et Robine, Pat, Phil et Carrie Adam, Réal pan! pan! Spécialité, Jean-Sylvain Rogatien Dutrisac, surnommé le Téteux, Cendriller et sa fée malicieuse (Tuccini), Monica Bedang (une caricature de Sonia Benezra), ainsi que le poète Alexandre, Dalio, la Moufette Zigonneuse, Brenda Bibeauling, Dan Dalot, Cindy Kingpin, et Sam Chicotte, entre autres.
Un musicien-bruiteur, surnommé Gérard (avec l’expression « la note S.V.P. ! »), accompagnait en direct les sketchs et chansons pour créer des ambiances sonores. L’émission présentait également des vidéoclips.
Des astuces pratiques étaient aussi proposées, comme des méthodes pour réparer un objet cassé, des conseils pour se concentrer pendant les devoirs, ou encore des règles grammaticales, par exemple pour reconnaître les mots prenant un « X » au pluriel.

## Distribution
- Elyse Marquis
- Christian Bégin
- Guy Jodoin (saisons 1 et 2)
- Carol Cassistat (saisons 3 à 5)

## Production
Élyse, Christian et Guy étaient les trois animateurs et chroniqueurs des deux premières saisons. Carol Cassistat a remplacé Guy Jodoin à partir de la 3e saison.
Au départ, Ysabelle Rosa coanimait avec Guy Jodoin et Christian Bégin. Cependant, elle a quitté après seulement deux semaines et Élyse Marquis a pris la relève.

## Fiche technique
- Réalisation : François Jobin, Claude Boucher, Hélène Perras et Pierre Lord
- Scénarisation : Zoomba, Pierre-Yves Bernard et Josée Plourde
- Musique et bruitage : Gérard Cyr
- Société de production : SDA Productions, maintenant devenu Zone 3

## Épisodes
- Saison 1: 120 épisodes
- Saison 2: 120 épisodes
- Saison 3: 100 épisodes
- Saison 4: 100 épisodes
- Saison 5: 100 épisodes